# Agardhiella stenostoma
Agardhiella stenostoma е вид охлюв от семейство Argnidae. Видът не е застрашен от изчезване.

## Разпространение
Разпространен е в Хърватия и Черна гора.

## Описание
Популацията на вида е стабилна.